# Squalen-Monooxygenase
Die Squalen-Monooxygenase (Squalenepoxidase, SE) ist das Enzym, das die Oxidation von Squalen zu S-Squalen-2,3-epoxid katalysiert. Diese Reaktion findet in Eukaryoten und manchen Bakterien statt; in Tieren ist sie Teil der Cholesterinbiosynthese. Im Mensch ist SE in den Mikrosomen lokalisiert. Die „-fin“ Antimykotika, wie Terbinafin oder Amorolfin, hemmen die Squalenepoxidase und finden Anwendung z. B. bei der Bekämpfung von Nagelpilz.

## Katalysierte Reaktion
+ AH2 + O2 ⇔  + A + H2O
Squalen wird zu (S)-Squalen-2,3-epoxid oxidiert, der Acceptor wird dehydriert.